# Bogra (zila)

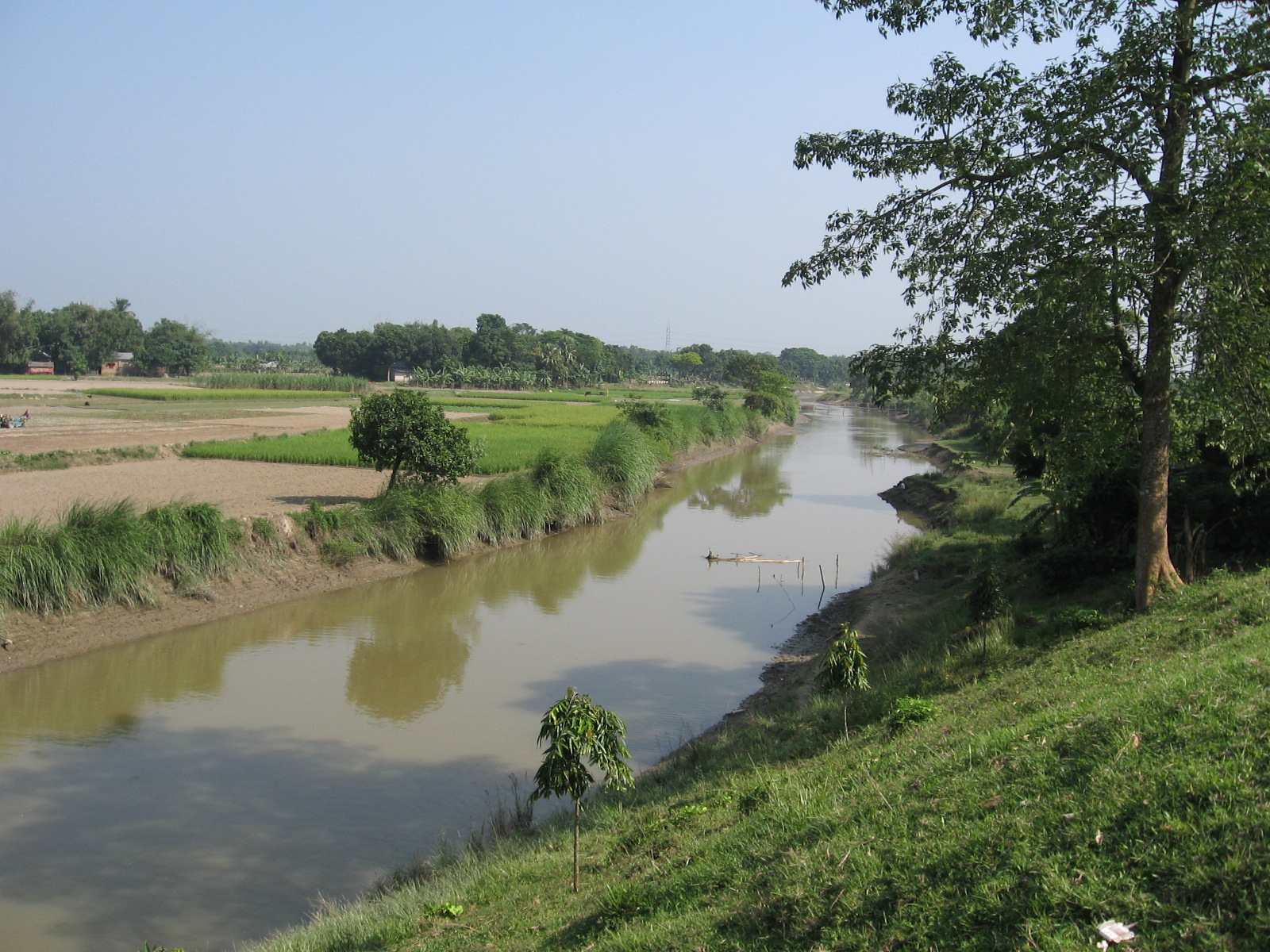
Rivier de Karatorya in Bogra

Bogra zila is een district in Rajshahi, een divisie in het noordwesten van Bangladesh. De hoofdplaats is Bogra. De bestuurlijke eenheid ontstond onder Brits bewind in 1821 en ligt grotendeels ten westen van de Karatoya, een zijrivier in het brede dal van de Brahmaputra. Het oppervlak bedraagt 2920 km² en ligt zo'n 30 meter boven zeeniveau. Het gebied telde 2.988.567 inwoners in 1991. De streek staat bekend als de "poort naar het noorden van Bengalen".
De historisch belangrijkste plaats in het gebied is Mahasthangarh, een stad gesticht aan de oever van de Karatoya in de 6e eeuw voor Chr. en de hoofdstad van de Mayura, de Gupta's en andere vorstendommen. Nadat een grote brand in de 15e eeuw de stad vrijwel verwoestte, werd de plaats verlaten.
Bogra is onderverdeeld in een elftal subdivisies, zogeheten upazila:
- Adamdighi
- Bogra Sadar
- Dhunat
- Dupchanchia
- Gabtali
- Kahaloo
- Nandigram
- Sariakandi
- Sahajanpur
- Sherpur
- Shibganj
- Sonatala